# Аньяма
Аньяма́ (фр. Anyama) — город на юго-востоке Кот-д’Ивуара, на территории области Лагюн. Входит в состав департамента Абиджан и является северным пригородом его одноимённого центра.

## Географическое положение
Город находится в центральной части области, на расстоянии приблизительно 197 километров к юго-востоку от столицы страны Ямусукро. Абсолютная высота — 74 метра над уровнем моря.

## Население
По данным переписи 1988 года численность населения города составляла 57 065 человек.
Динамика численности населения города по годам:
| 1975   | 1988   | 2012    |
| ------ | ------ | ------- |
| 26 406 | 57 065 | 125 007 |

## Транспорт
Ближайший аэропорт расположен в городе Абиджан.